# Missile to the Moon

Missile to the Moon este un film SF american din 1958 regizat de Richard E. Cunha. În rolurile principale joacă actorii Richard Travis, Cathy Downs, K.T. Stevens. Este o refacere a filmului Cat-Women of the Moon (1953) regizat de Arthur Hilton.

## Actori
- Richard Travis
- Cathy Downs (ultimul său rol înttr-un film)
- K. T. Stevens
- Tommy Cook
- Nina Bara
- Gary Clarke
- Michael Whalen
- Laurie Mitchell
- Leslie Parrish (ca Marjorie Helen)
- Henry Hunter
- Lee Roberts
- Sandra Wirth
- Pat Mowry
- Tania Velia
- Sanita Pelkey
- Renate Hoy ("Miss Germania, 1952")
- Mary Ford (menționată greșit ca "Miss Minnesota", confuzie de nume cu o altă Mary Ford).